# Howard Baldwin Trophy
Howard Baldwin Trophy byla hokejová trofej udělovaná každoročně nejlepšímu trenérovi ligy World Hockey Association. Trofej byla pojmenována po Howardu Baldwinovi, zakladatel New England Whalers. V roce 1975 byla trofej přejmenována na Robert Schmertz Memorial Trophy. Pouze Bill Dineen získal tuto trofej dvakrát.

## Držitelé Howard Baldwin Trophy
| Rok       | Jméno        | Tým                 |
| --------- | ------------ | ------------------- |
| 1978/1979 | John Brophy  | Birmingham Bulls    |
| 1977/1978 | Bill Dineen  | Houston Aeros       |
| 1976/1977 | Bill Dineen  | Houston Aeros       |
| 1975/1976 | Bobby Kromm  | Winnipeg Jets       |
| 1974/1975 | Sandy Hucul  | Phoenix Roadrunners |
| 1973/1974 | Billy Harris | Toronto Toros       |
| 1972/1973 | Jack Kelley  | New England Whalers |